# Bikini (vêtement)
Pour les articles homonymes, voir Bikini.
Le bikini est un type de maillot de bain pour femme constitué d'un soutien-gorge et d'une culotte triangulaire. Ces deux pièces sont séparées et laissent à découvert le ventre, et singulièrement le nombril (à la différence d'autres formes de « maillot de bain deux pièces »).
L'élément supérieur recouvre plus ou moins la poitrine, cachant les mamelons des seins. Sa forme est très diverse : façon soutiens-gorge, brassière, bandeau, ou triangulaire. Il peut comporter une ou plusieurs bretelles, droites s’appuyant sur les épaules ou passant derrière la nuque. L'élément inférieur couvre au minimum le pubis et dévoile le nombril. Sa forme est celle des petites culottes ou d'un string, recouvrant plus ou moins les fesses. Il peut être échancré sur les côtés et/ou avoir des attaches à nouer.

## Historique

### Dans l'Antiquité

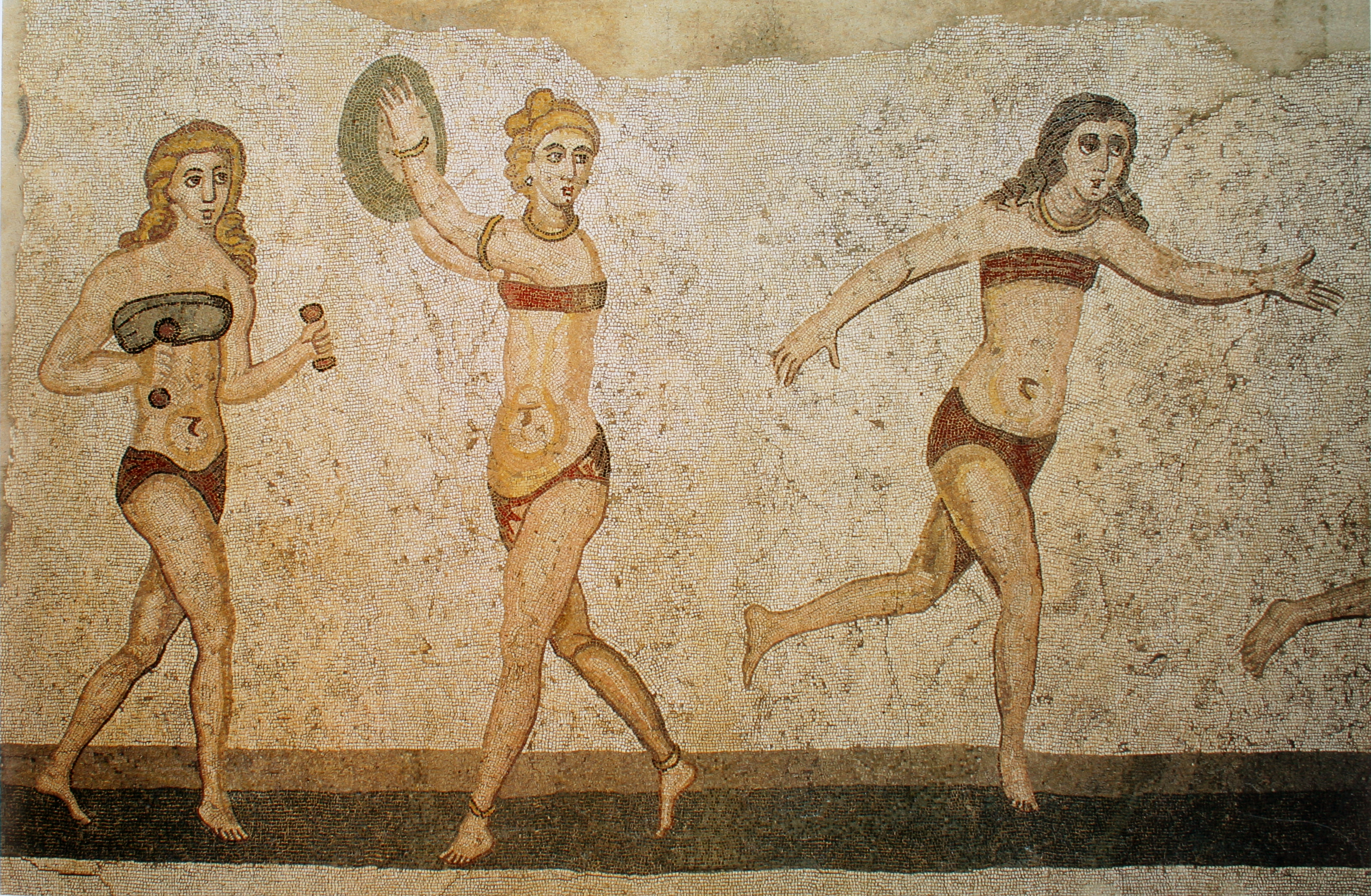
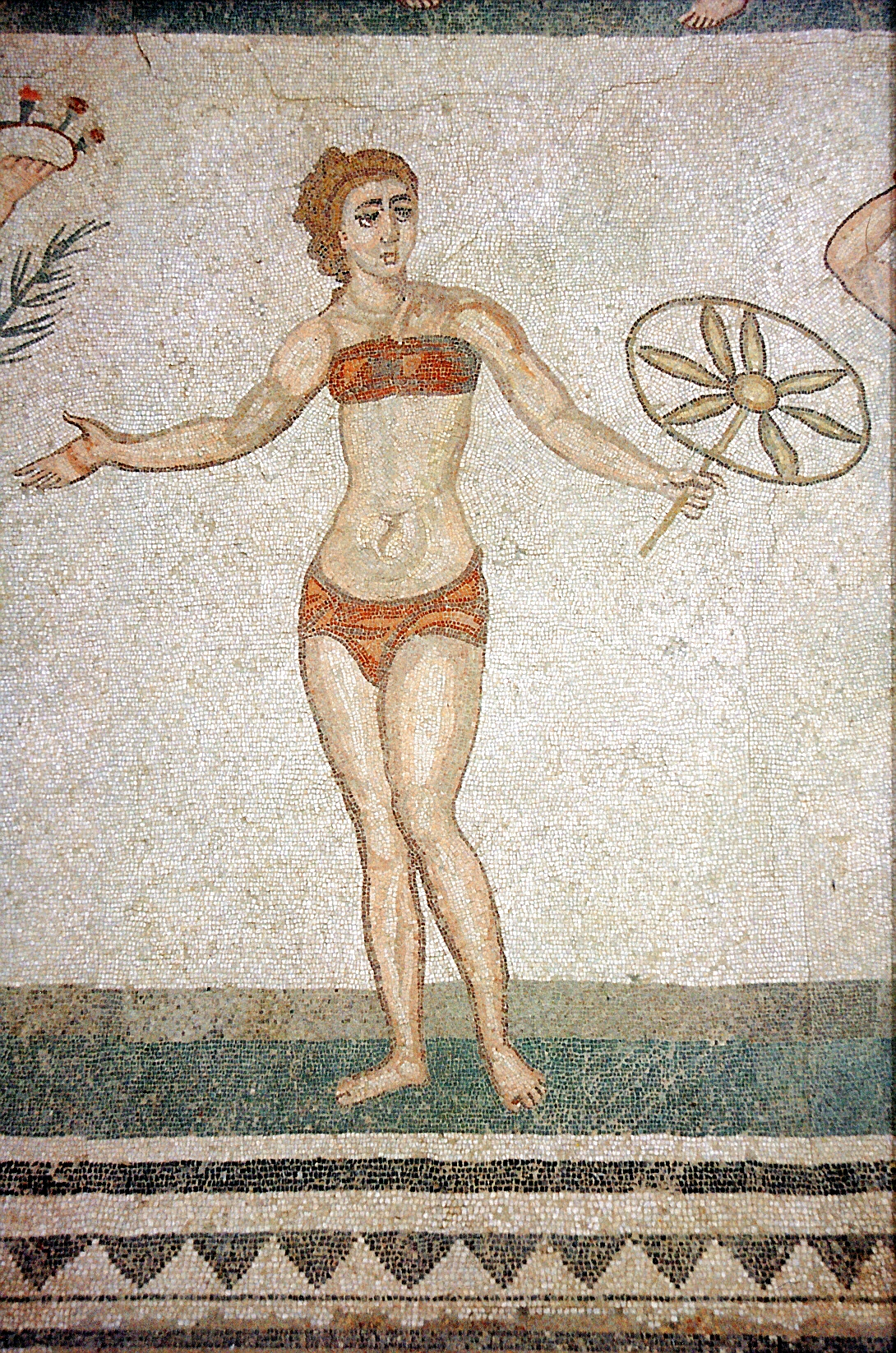
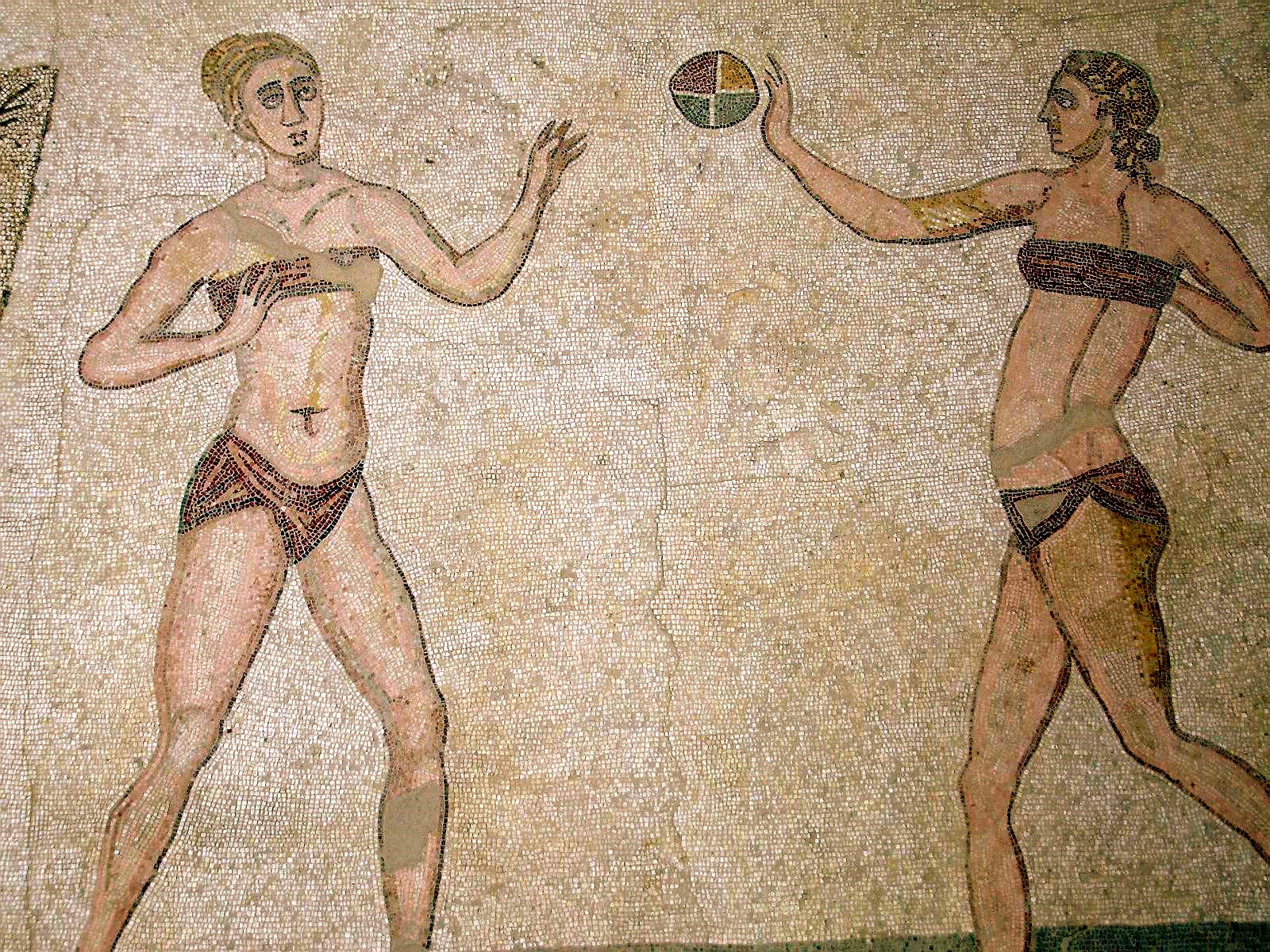

Un vêtement ressemblant au bikini existait déjà dans l'Antiquité, : il ne s'agissait pas d'un costume de bain — activité dans laquelle une nudité totale semble avoir été de mise — mais, avec la tunique courte, de l'une des deux tenues portées par les femmes pour la pratique de l'athlétisme. Des représentations de vêtements ressemblant à des bikinis sont visibles sur le site chalcolithique de Çatalhöyük. Plus tard, des vêtements deux pièces ont été portés par des femmes à des fins sportives dans la Grèce antique aussi loin que l'an 1400 av. J.-C. Les archéologues, à partir des années 1920, ont mis au jour dans la villa romaine du Casale, à Piazza Armerina, en Sicile (Italie), des mosaïques datées du premier quart du ive siècle, dont l'une représente des jeunes sportives s’entraînant ainsi vêtues.

### Premières apparitions
Dans l'ère moderne, le premier maillot deux pièces fonctionnel est conçu en 1913 par Carl Jantzen (en). La nageuse australienne Annette Kellerman a été arrêtée en 1907 puis jugée parce qu'elle portait un maillot une-pièce, libérant la natation féminine. Plus tard, ce vêtement est rendu populaire par des pin-up comme la nageuse et actrice Esther Williams, ainsi que les actrices Ava Gardner, Rita Hayworth et Lana Turner.
En 1932, le couturier parisien Jacques Heim lance « Atome », un maillot de bain deux pièces (le maillot avait la taille d'un short qui découvrait le ventre mais ne dévoilait pas encore le nombril) qui remplaçait ainsi le maillot-gaine en laine tricotée, qui pesait 500 grammes lorsqu'on l'enfilait et plus de trois kilos lorsqu'on ressortait de l'eau. Une bataille publicitaire s'engage en 1946 (avec des slogans fonctionnant tout aussi bien en français qu'en anglais) entre Réard et Heim :
- « Atome, le plus petit maillot de bain du monde » ;
- « Le Bikini, le maillot de bain plus petit que le plus petit maillot de bain du monde » ;
- « Le Bikini, la première bombe an-atomique ! »
- « En bikini, elle fait l'effet d'une bombe »[6],[7].

Diana Vreeland avance[Quand ?] que « le bikini est la chose la plus importante depuis l’invention de la bombe atomique. »

### Inventions sous sa forme actuelle

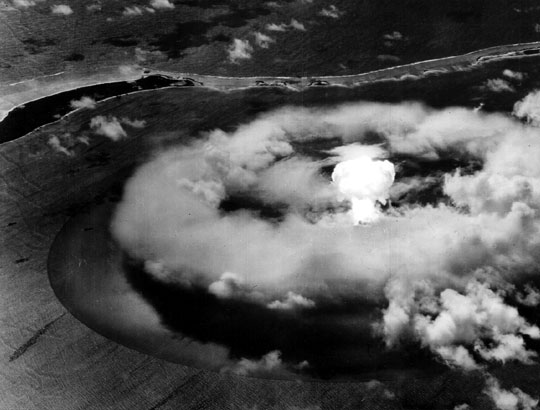
Test nucléaire dans le cadre de l'Opération Crossroads, sur l'atoll de Bikini, le 1er juillet 1946. Cet atoll donnera le nom au vêtement.

Louis Réard, qui tient la boutique de lingerie de sa mère près des Folies Bergère et qui constate que les femmes baissent leur maillot de bain pour mieux bronzer, invente le bikini :1 m2 de tissu constitué d'un bandeau pour le haut et de deux triangles inversés pour le bas[Quoi ?] si bien que le nombril est dévoilé pour la toute première fois. Il le présente pour la première fois à Paris, le 5 juillet 1946, à la piscine Molitor porté par Micheline Bernardini, une danseuse nue bien connue du Casino de Paris (aucun mannequin ne voulant le porter). Il déclare avoir choisi le nom de « bikini » en référence à l'atoll du même nom aux Îles Marshall, lieu où, cinq jours auparavant, a eu lieu une explosion nucléaire. Il espérait que l'effet de mode de ce nouveau produit serait comparable à celui de l'explosion qui venait d'avoir lieu.
Louis Réard dépose un brevet pour protéger sa création. Le maillot de bain deux pièces avait déjà fait de timides apparitions depuis les années 1930-1940,.
Le bikini, défini par Réard dans sa publicité comme « plus petit que le plus petit des maillots du monde », est difficilement accepté par les autorités morales et religieuses de l'époque. Pour souligner à quel point le nouveau maillot comportait peu de tissu, il était vendu contenu dans une boîte d'allumettes. Il n'obtient pas de succès à sa création ; c'est un choc culturel et le sulfureux maillot de bain est même interdit sur certaines plages en Europe. Ainsi, au début, il est interdit (1949) en Italie, en Belgique et en Espagne. En France, les préfectures le prohibent sur la côte Atlantique et l’autorisent sur la Méditerranée. En Espagne, le bikini a été autorisé à partir de 1952, grâce à un décret signé par Pedro Zaragoza, le maire de Benidorm, et Dom. Rodrigo Bocanegra, l'archiprêtre de Marbella, qui ont discuté directement avec Franco, pour le convaincre que cela favoriserait le tourisme international sur les côtes espagnoles[réf. nécessaire]. Franco accepte et l'exemple est suivi, peu à peu, par toute l'Espagne. C'est à partir des années 1960, avec l'apparition du bikini dans plusieurs films et, surtout, avec le boom touristique, que l'utilisation du bikini devient populaire sur toutes les plages d'Espagne, de France, d'Italie et du reste de l'Europe. Seule exception : l'Allemagne, où il reste interdit dans les piscines jusque dans les années 1970,.

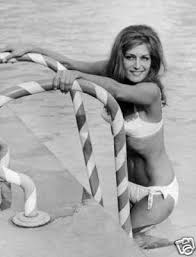
Dalida, interprète de Itsi bitsi, petit Bikini.

Il fallut attendre un second lancement au début des années 1960 pour qu'il soit adopté par les stars de cinéma et devienne synonyme de séduction et de sex-appeal, gagnant progressivement en popularité et constituant un des plus grands phénomènes de mode. En 1956, Brigitte Bardot le rend populaire dans le film Et Dieu… créa la femme dans lequel elle le portait en toile vichy. Beaucoup de jeunes filles françaises l'imitent. Une chanson à succès lui fut même consacrée Itsy Bitsy Teenie Weenie Yellow Polka Dot Bikini de Brian Hyland, reprise en français par Dalida ainsi que par Brigitte Bardot et Richard Anthony : Itsi bitsi, petit Bikini. Les États-Unis restent frileux comme l'atteste Marilyn Monroe qui défraie la chronique en 1953 en s'affichant en bikini dans Les hommes préfèrent les blondes ; on peut lire en 1957 dans le magazine Modern Girl : « Il n'est guère nécessaire de perdre son temps à parler de ce « bikini » puisqu'il est purement inconcevable qu'une fille nantie de tact et décence porte un jour une telle chose. » Toutefois, la même année, le Life Magazine publie une photo où Jayne Mansfield pose en bikini. En 1962, l'actrice Ursula Andress en fait un succès mondial dans le film James Bond 007 contre Dr. No (séché, son célèbre bikini blanc est vendu aux enchères chez Christie's en 2001 pour la somme de 41 250 livres sterling).

## Variantes
Depuis la fin du XXe siècle, ce vêtement est largement entré dans les mœurs. Il est parfois supplanté par le monokini, à l'origine une culotte avec bretelles, conçue au milieu des années 1950 et lancé au début des années 1960 par Rudi Gernreich, aujourd'hui slip de bain porté en laissant les seins découverts. D'autres variantes du bikini sont apparues.
Le maillot de bain brésilien consiste à utiliser comme bas du bikini un slip brésilien, c'est-à-dire une culotte à mi-chemin entre le slip et le string. Il est couramment porté en Amérique du Sud.
On parle de microkini ou micro bikini quand la partie inférieure est un string, appelé dans ce cas string de bain. Souvent, le mot microkini signifie que la partie supérieure couvre également beaucoup moins que dans les bikinis classiques.
Différentes modes se succèdent : trikini (maillot de bain brésilien, composé d'un haut et d'un bas reliés par une bande, une chaîne ou des anneaux), tankini (haut débardeur appelé tank top par les Américains et bas type culotte), camikini (haut caraco appelé camisole top par les Américains et bas type culotte), seekini (bikini transparent), etc.

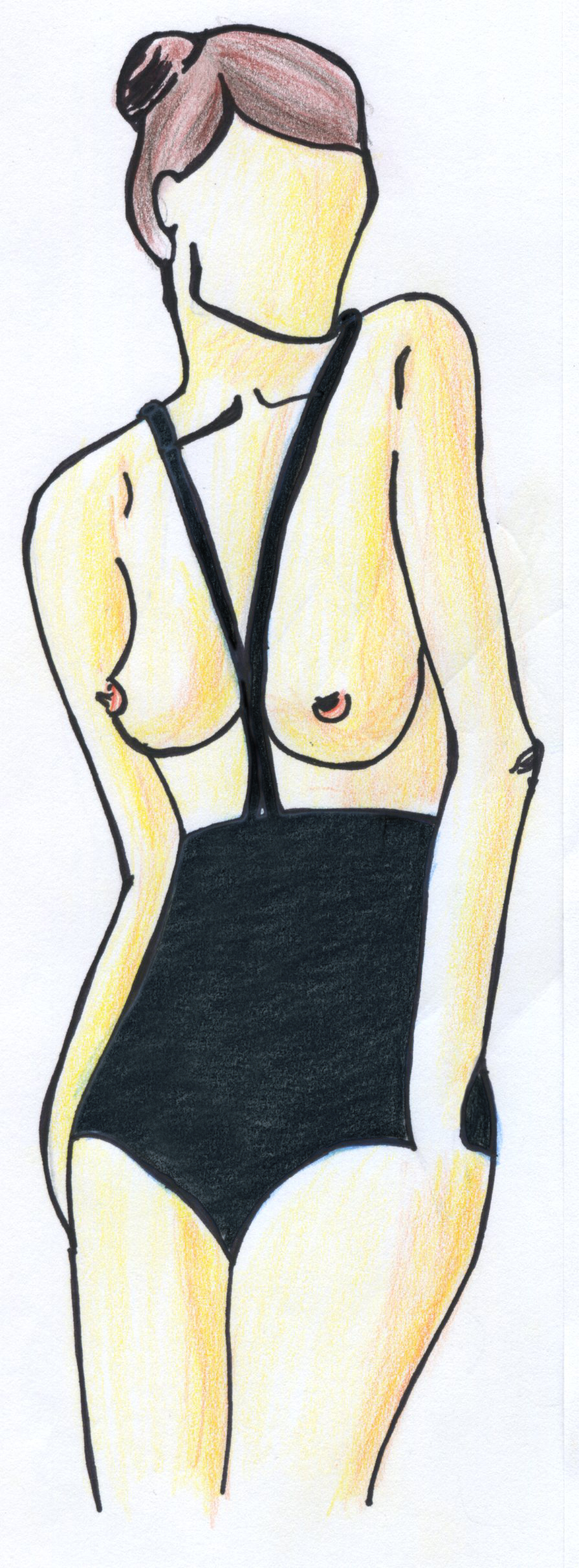
Monokini
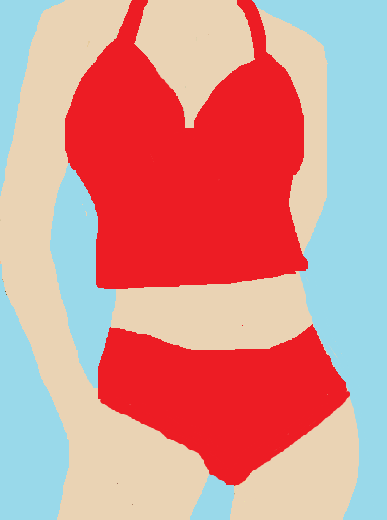
Tankini
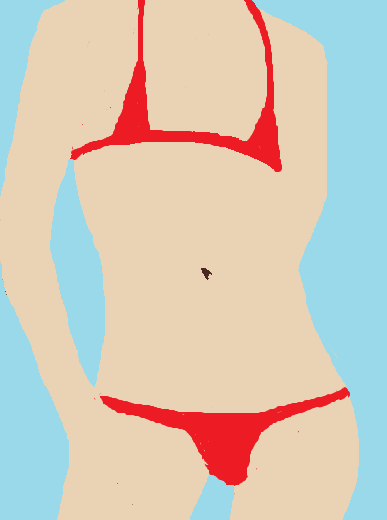
Microkini

La terminaison kini est réutilisée pour désigner une tenue de bain très couvrante, le burkini. Créées en 2006 par une styliste australienne, Aheda Zanetti, Burqini et Burkini sont deux marques déposées. L'apparition médiatisée de cette tenue sur des plages françaises crée une vive polémique en 2016 dans ce pays.

## Galerie d'images

Le bikini
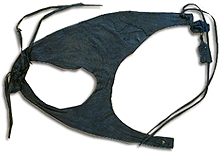
String en cuir du temps de la Bretagne insulaire.
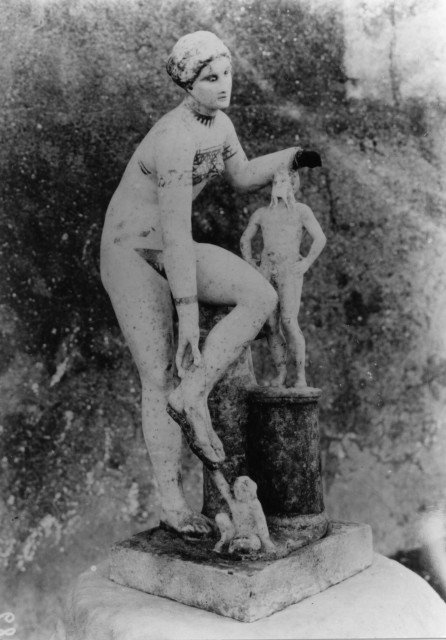
Vénus en bikini, villa de Julia Félix, Pompéi.
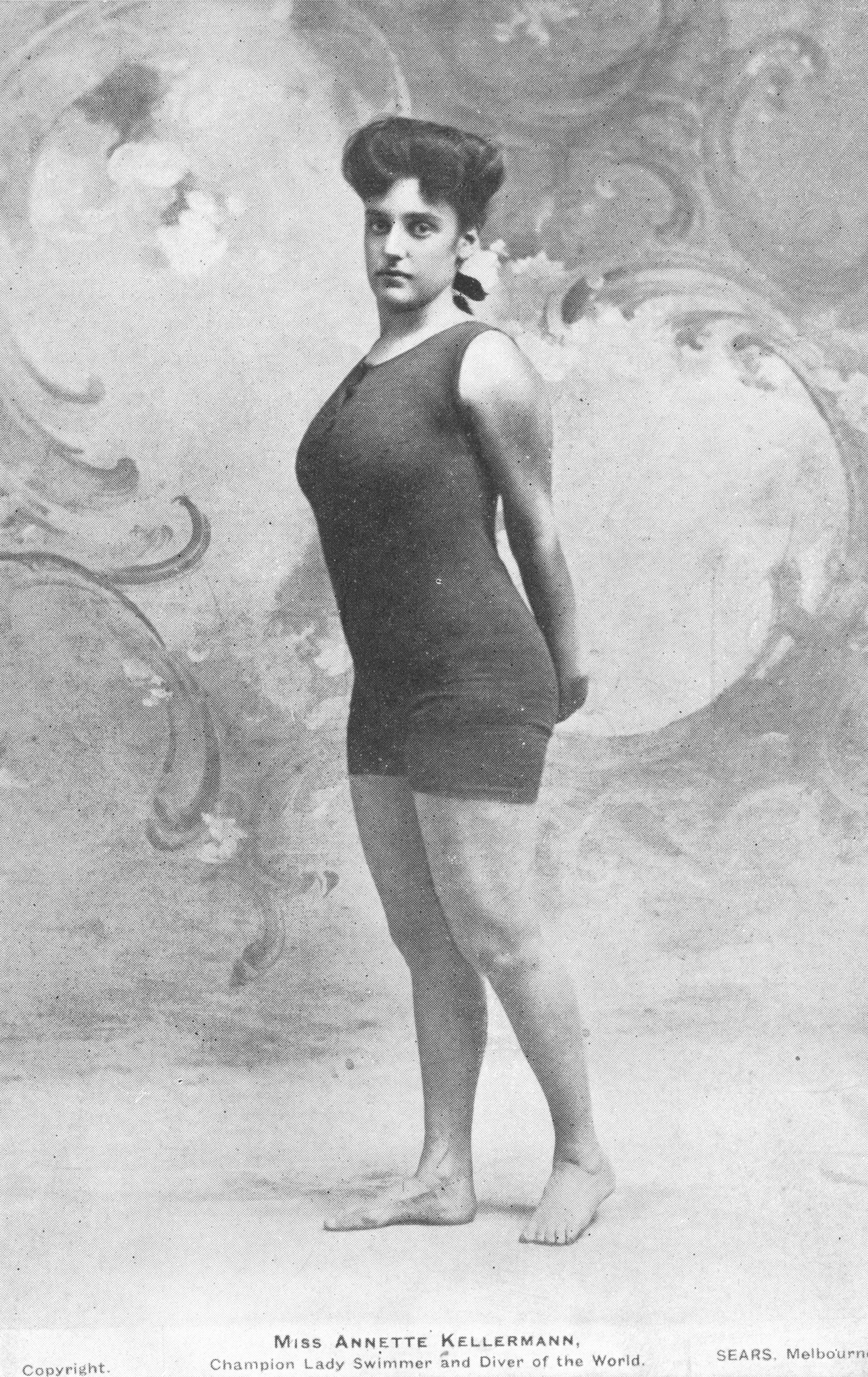
Annette Kellerman vers 1900-1910.
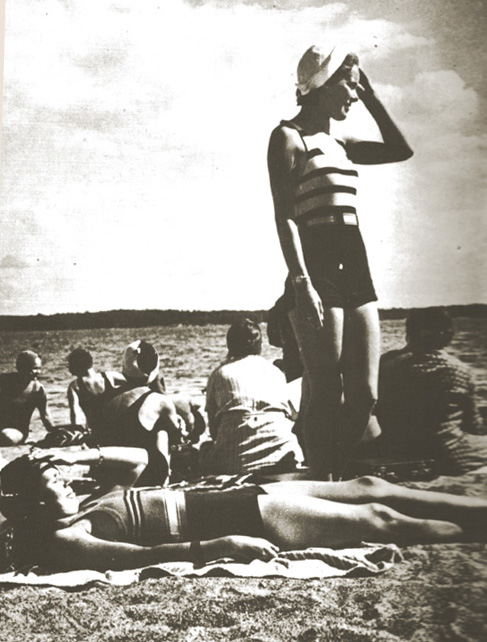
Un des premiers deux-pièces Helsinki, 1929.
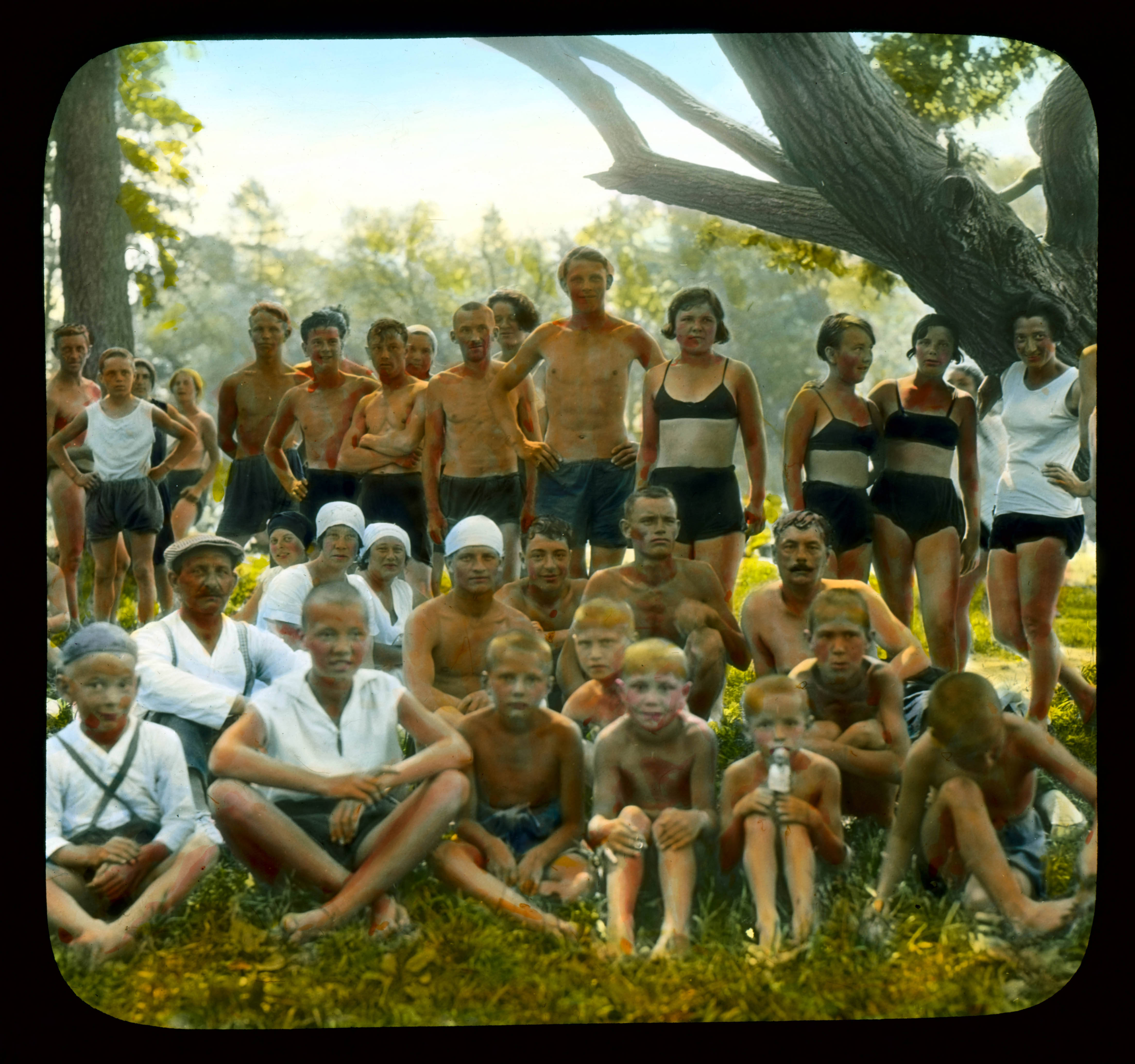
Baigneurs à Saint-Pétersbourg, 1931.
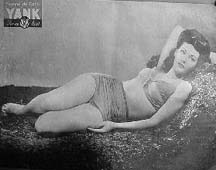
La pin-up Yvonne De Carlo, 9 juin 1944.
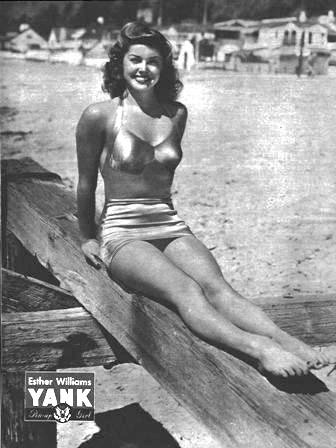
Esther Williams, 12 octobre 1945.
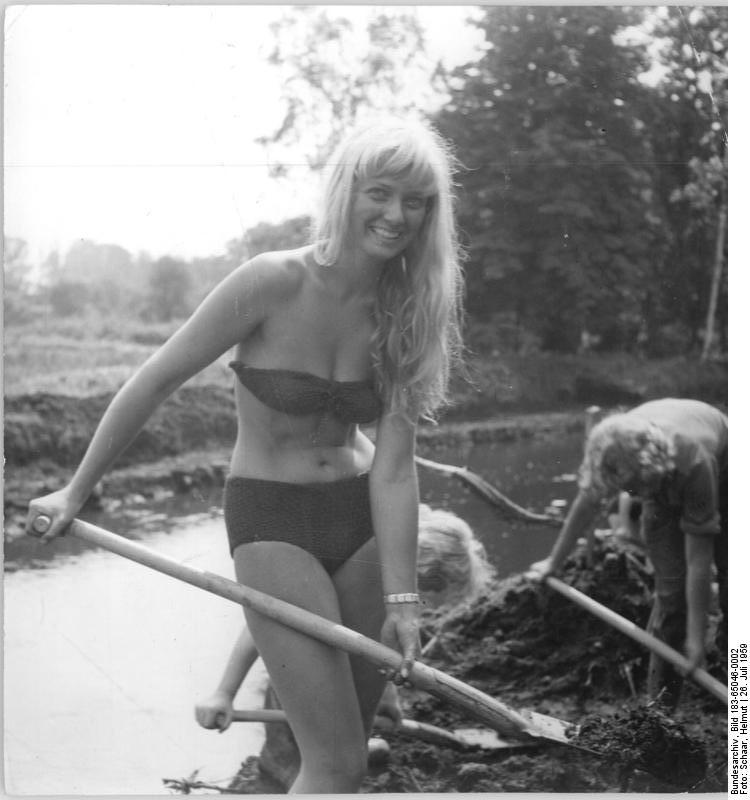
Leipzig, 1959.

## Muséographie
Il existe depuis juillet 2020 un musée du bikini (Bikini Art Muséum), situé à Bad Rappenau, dans le Bade-Wurtemberg en Allemagne ; ouvert 50 ans après la présentation du premier bikini, après la Seconde Guerre mondiale, à la piscine Molitor de Paris, en juillet 1946, par Louis Réard. Le musée présente notamment des maillots de bains ayant appartenu à Marilyn Monroe, Scarlett Johansson et d'autres stars ; 12 modèles deux pièces originaux sur les 16 créés par Louis Réard et environ 1 200 autres pièces,.

#### Ouvrages
- Éliette Abécassis, Deux-pièces. Le premier bikini, Incipit, 2016 (ISBN 978-2-36846-038-2, lire en ligne)
- Patrik Alac, Bikini Story, Parkstone International, 2015 (ISBN 978-1-78310-816-9, lire en ligne)
- Kelly Bensimon, Le Bikini : Des années 1950 à nos jours, Éditions Assouline, 2006 (ISBN 978-2843238390)

#### Articles
- Henri-Irénée Marrou, « Sur deux mosaïques de la villa romaine de Piazza Armerina », Publications de l'école française de Rome, vol. 35, no 1,‎ 1978, p. 253–295 (lire en ligne)
- AFP, « Le bikini ou l’histoire d’une bombe anatomique », Le Soir.be,‎ 3 juillet 2015 (lire en ligne)

#### Radio
- [vidéo][Diffusion radio] « Le bikini », dans Série « Les vêtements qui ont changé le monde » sur France Culture, 1er août 2025, 59 min